# ショールズ・アンド・グリデン・タイプライター

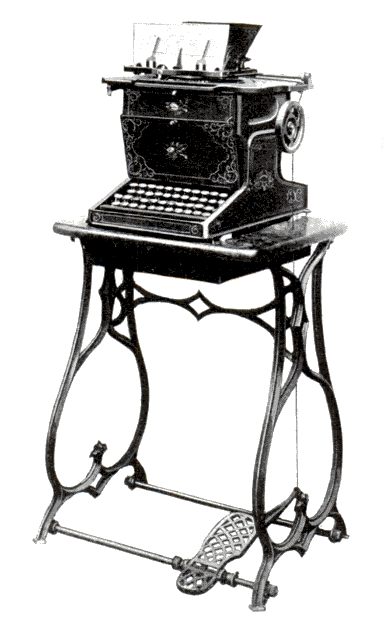
ショールズ・アンド・グリデン・タイプライター（Ｅ・レミントン・アンド・サンズ社製）

ショールズ・アンド・グリデン・タイプライター（英: Sholes and Glidden typewriter）あるいは Remington No. 1 は、世界で初めて商業的に成功を収めたタイプライターである。アメリカの発明家クリストファー・レイサム・ショールズが主に設計し、友人の印刷業者サミュエル・W・ソウル (en) と素人の機械工カルロス・グリデン (en) が製作を助けた。作業は1867年に始まったが、間もなくソウルとグリデンがこの企てから去り、代わりにジェームズ・デンズモア (en) が資金面で開発継続を支えた。装置を製造するいくつかの短期間の試みの後、1873年初め、E・レミントン・アンド・サンズがその機械の権利を買い取った。武器製造業者で事業拡大を狙っていたレミントンは、このタイプライターをさらに改良し、1874年7月1日に売り出した。
この間の開発によって、そのタイプライターは粗末な珍品から実用的な機械へと進化し、その基本形態は業界標準となった。円筒形のプラテンと4列に並んだQWERTY配列のキーボードという、その後のタイプライターの基本デザイン要素を備えている。しかし、デザイン上の欠陥はいくつか残っていた。大文字しか印字できないという問題は、後継機である Remington No. 2 で対処された。また、タイプ時に印字面がタイピストから見えないという問題も残っていた。
当初、このタイプライターは一般大衆からほとんど相手にされなかった。まだ市場が確立されておらず、値段が高く、使用するには訓練が必要だったため、なかなか売れなかった。しかも、全て大文字で印字された文面は非人間的に感じられ、受け取った相手が侮辱されていると感じることもあった。しかし19世紀後半の通信技術の進歩とビジネスの拡大により、読みやすい文書を容易に作成できる機械の必要性が高まっていき、ショールズ・アンド・グリデン・タイプライターを初めとするタイプライターは間もなくオフィスの必需品となった。また、タイピストとして女性が多く雇用されるようになり、女性が事務系の職場に進出するきっかけを作ったという功績もある。

## 歴史

### 初期の開発

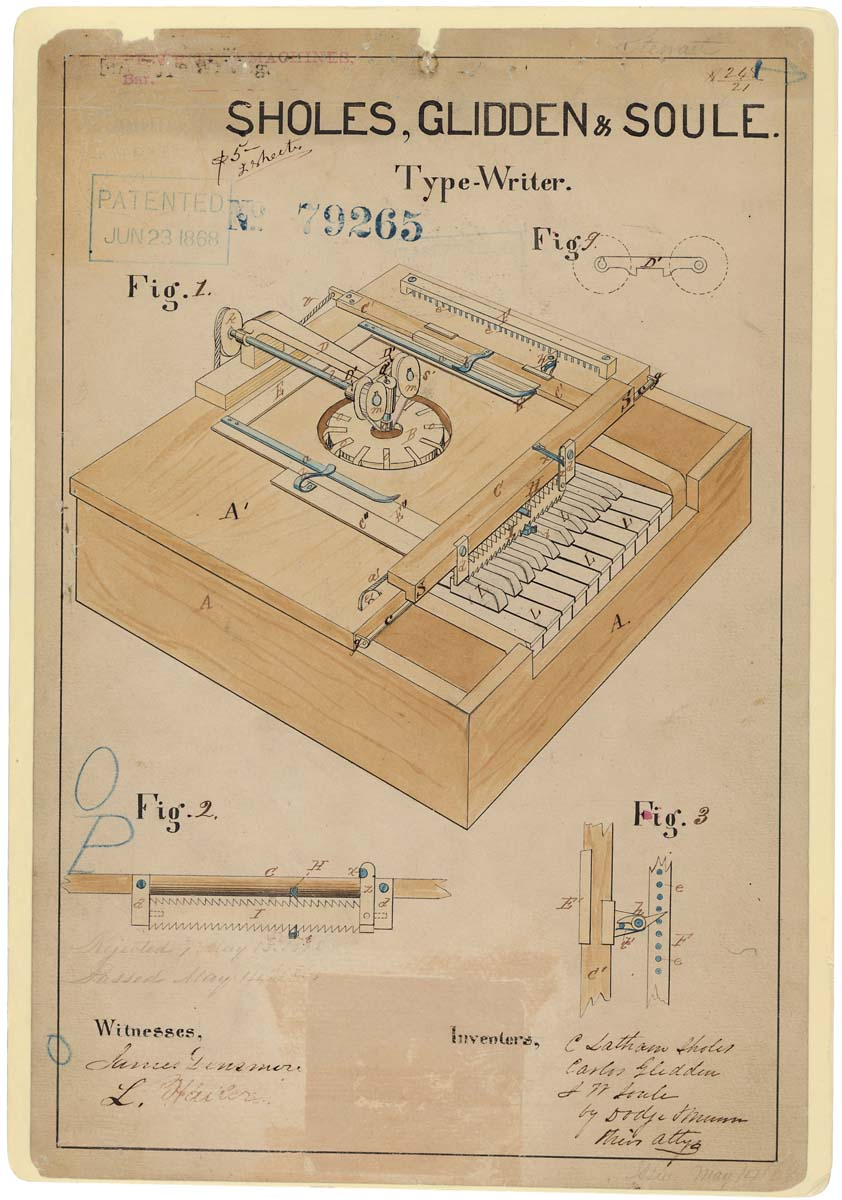
「ピアノとキッチンテーブルを足して2で割ったよう」な、1868年6月23日の特許の機械

このタイプライターの起源となったのは、ショールズが1866年に設計した書籍のページ番号や切符その他のシリアル番号を印刷する機械である。ウィスコンシン州の印刷業者だったショールズは、同業者のサミュエル・W・ソウルと共にミルウォーキー北部にあった工場を改造したチャールズ・F・クラインシュトイバーの機械店で開発を開始した。その機械店をよく訪れていた発明家のカルロス・S・グリデンがその装置に興味を持つようになり、数字だけでなくアルファベットも印字するよう改良できるのではないかと示唆した。1867年7月、グリデンはサイエンティフィック・アメリカン誌の "Pterotype" についての記事を目にした。 Pterotype は John Pratt が発明した印字機械で、London Engineering 誌で取り上げられていた。グリデンはその記事をショールズに見せた。ショールズはその機械を「複雑で調子が狂いやすい」と考え、もっとよい機械を設計できると確信した。その後印字機械について数十の特許をアメリカだけでなく海外にも出願。しかし、この段階ではうまく機能する実用的な機械は全く完成していない。
番号印字機がうまく完成すると、ショールズはソウルとグリデンに新たな機械の開発を手伝って欲しいと依頼。ドイツ人の時計職人 Mathias Schwalbach を機械製作のために雇った。構想した機械の実現可能性を検証するため、まず電鍵をキーに流用して "W" という文字を印字する試作機を作った。1867年9月、全アルファベットと数字と基本的な記号が打てる試作機が完成し、発明を買ってくれるか生産のための資金を提供してくれることを期待して知人たちに出す手紙を書くのにこの機械を使った。そのような手紙を受け取った1人がジェームズ・デンズモアで、彼は直ちに600ドルで権利の25%を買い取った（この金額はそれまでの開発に要した金額に相当する）。デンズモアがその機械を実際に見たのは1868年3月のことで、あまり感銘を受けなかった。彼はそれを不器用で非実用的と考え、「基本原理が確かに動作するということを実証する以外の役には立たない」と断じた。色々問題はあったが、紙を保持するのに水平な枠を使っており、使える紙の厚さが制限され、位置あわせも難しかった。機械そのものには問題があったが、"Type-Writer" の特許が1868年6月23日に発効したので、デンズモアはシカゴで建物を借り、生産を開始した。資金が底をつくまで15台を生産し、結局シカゴの工場をたたんでミルウォーキーに戻ることになった。

### 改良
1869年、他の発明家チャールズ・サーバーの1833年の発明を活用し、改良版を設計。例えば円筒状のプラテンはサーバーの発明に基づいている。ショールズはそのアイデアを採用し、回転するドラムに紙を留めるようにして以前の装置で採用していた枠を不要にした。このベンチャー事業への興味を失っていたソウルとグリデンはこのプラテン方式の装置の開発は手伝っておらず、最初の機械についての権利もショールズとデンズモアに売却していた。試作機は様々な分野のプロに送られた。速記者のジェームズ・O・クレファンは激しく使用していくつかの機械を破壊してしまった。クレファンからのフィードバックは「辛辣」だったが、そのおかげでさらに25から30台の試作機を開発し、徐々に改良を加えることができた。1870年夏、デンズモアはニューヨークに機械を持って行き、ウェスタンユニオンで実演してみせた。ウェスタンユニオンは電報の記録を残す方法を探しており、同社はいくつかの装置を注文したが、もっと使いやすい機械の開発にそれほど資金は必要でないと判断し、デンズモアが提示した5万ドルで装置の権利を買い取ることはしなかった。
注文に応じ、借金を返すため、デンズモアは1871年夏に機械の生産を開始した。それまでに機械の耐久性を改善し、ウェスタンユニオンからのフィードバックによりプラテンの設計に改良を加え、連続紙にも印字できるようにした。そのためプラテンに紙を留めることはできなくなったが、新たな設計は1870年11月にチャールズ・A・ウォッシュバーンが取得した特許を侵害することになり、ウォッシュバーンはその後の生産に対してロイヤリティを受け取ることになった。1872年には新型の生産を本格化させるため、元車輪製造工を何人か従業員として雇った。機械はうまく動作したが、市場規模が小さすぎるため利益を上げることはできないでいた。この事業への出資と引き換えに、デンズモアは所有権の率を拡大させていった。ショールズは結局1万2千ドルの現金で自身の持つ権利を全て譲り渡すことになった。デンズモアは知り合いで製造業を営んでいた George W. N. Yost に相談し、機械をE・レミントン・アンド・サンズに見せてはどうかと勧められた。レミントンは武器製造業者で南北戦争後の新たな事業分野を探しており、さらに複雑な機械を開発するのに必要な加工機械や熟練工を所有していた。タイプライターで打った手紙をレミントンに送ると、同社の取締役ヘンリー・H・ベネディクトがその目新しさに感銘を受け、社長のファイロ・レミントンにこの装置を扱うことを進言した。

### 産業としての始まり

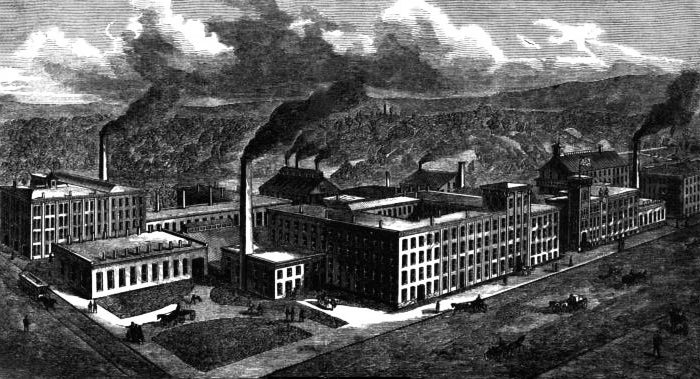
E・レミントン・アンド・サンズのニューヨーク州イリオンの工場（1874年ごろ）

ニューヨークにあるレミントンのオフィスで実演を行った後、1873年3月1日、2万4千台の追加生産のオプション付きで千台の契約を結んだ。この契約でレミントンはロイヤリティの一部を得る権利と1万ドルをデンズモアに要求したが、デンズモアとYostが創業する販売会社は販売独占権を持つことを許された。レミントンは工場の一部をタイプライター専門とし、そのための加工機械の再編成とタイプライターの再設計に数カ月を費やした。生産開始は9月で、市場に製品が出荷されるようになったのは1874年7月1日のことである。タイプライターの生産は、レミントンのミシン部門を監督していたジェファーソン・クラフとウィリアム・K・ジェンヌが監督した。再設計によってショールズの設計よりもさらに頑丈で信頼できるものになったが、ミシンの特徴をいくつか呈するようになった。外観は花模様のデコパージュ仕上げで、キャリッジリターンの操作をトレッドルで（足で）行うようになっていた。それでもこのタイプライターは十分な評価を行わずに生産を開始したため、初期の生産品は調整と修理のために早々に返品されることになった。
高価で故障が多かったため、1874年12月までに売れたのはわずか400台だった。通常のビジネスで採用してもらうには時間がかかるため、当初ターゲットとしたのは文筆家、牧師、弁護士、新聞編集者といった職業である。しかし、このタイプライターの価格125ドルは当時の個人の年収に匹敵し、これを購入して見合うほど文章を書く個人はほとんどいなかった。しかし例外もある。マーク・トウェインは最初にこの機械を購入した1人であり、これを "curiosity breeding little joker" と名付けた。1876年のフィラデルフィア万国博覧会にも出展したが、アレクサンダー・グラハム・ベルの電話の陰に隠れる形となった。トレッドルから手で操作するレバーに変更するなどいくつかの設計上・製造上の改良がなされつつ、1877年までに4千台が販売されている。1878年、レミントンは計量器製造業者であるE&T・フェアバンクス社に販売委託するようになった。
改良型の Remington No. 2 は1878年に登場した。この新規種は大文字だけでなく小文字も印字でき、従来機種の大きな欠点を克服している。当時アメリカでタイプライターを大量生産していたのはレミントンだけであり、American Writing Machine Company が1881年に対抗機種を発売するまではレミントンの独占状態だった。競合企業の登場により、レミントンはショールズ・アンド・グリデン（販売資料では Remington No. 1 とされていた）の価格を80ドルに下げ、Wyckoff, Seamans & Benedict に全マシンを買い取ってもらう契約を結んだ。この契約がタイプライターが商業的に成功するきっかけとなる。Wyckoff, Seamans & Benedict の販売努力によって最初の1年で1,200台を売り上げることになった。1884年、Hammond Typewriter Company、Crandall Type-Writer Company、Hall Typewriter Company といったさらなる競合企業が出現。ショールズ・アンド・グリデンが登場してから10年で「タイプライタ市場」が確実に存在するようになった。

## 設計

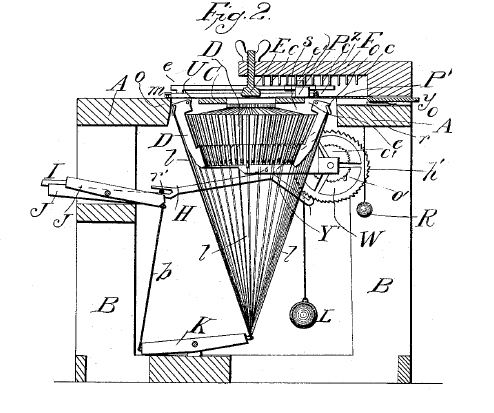
キーとタイプバーの接続に針金とレバーを使ったショールズ・アンド・グリデン・タイプライターの一種

ショールズ・アンド・グリデン・タイプライターは既存の装置からいくつかの部品を採用している。時計からキャリッジの動きを制御する機構として脱進機を取り入れ、キーは電鍵を採用し、タイプハンマーはピアノから採用している。しかし最初の機種を開発する際、ショールズとソウルは他の発明家が生み出した同様の機械を調査しなかった。結果として一部の設計は調査していれば防げたはずのまずいものとなった。従来の設計を調査しなかったため、既に開発済みの機構を再発明することにもつながった。例えばソウルはタイプバーを環状に配置することを提案しているが、そのような配置は30年以上前の1833年、 Xavier Progin が採用していた。
1868年の最初の設計では、紙は機械の最上部に水平に置かれ、可動式の四角い枠に固定されていた（枠ごと動かすことで文字を打つ位置をずらして行を構成していく）。紙の上の装置の中心あたりにアームがあり、その先端の小さな金属プレートがインクリボンを支持している。キーを押下するとタイプバーが紙に下から当たり、紙がインクリボンに接触することで上面に印字される。この方法は、標準よりずっと薄い紙（ティッシュペーパーほど）でないとうまく印字できない。タイプバーを動かす方法は他に2つ採用されている。1つはキーとタイプバーを一連の針金で連結する方式、もう1つはキーが直接タイプバーを上に蹴り上げる方式である。

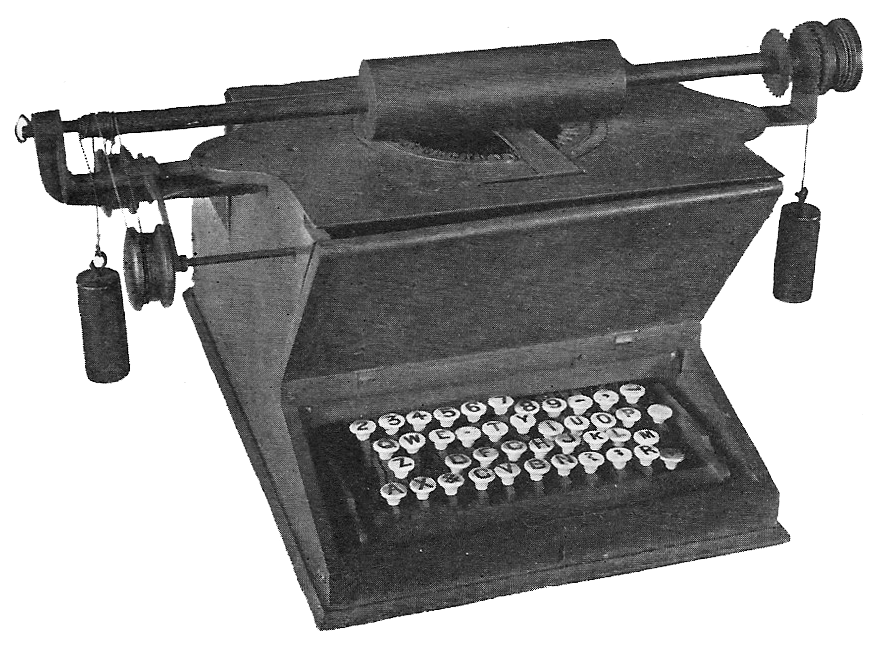
1872年末までに、タイプライターの外観は現代のそれとよく似たものになった。

アームと枠は1869年に円筒形のプラテンに置き換えられた。現代のタイプライターとは異なり、円筒の円周方向に行を形成し（プラテンの回転で文字送りをする）、プラテン全体を軸方向に動かすことで行送りするようになっていた。紙は直接円筒にクリップで留められるので、装置の寸法で紙の幅や長さが制限される。1872年にはこのプラテンを再設計し、任意の長さの紙を使えるようになった。また、文字送りや行送りの方式も現代的タイプライターと同じになった（プラテンの軸方向の動きで文字送りし、プラテンの回転で行送りする）。円筒状のプラテンはタイプライターの必須の部品となっていった。
1872年末までに、タイプライターの外観と機能はほぼ標準化され、その後1世紀に渡って変化が見られなくなった。しかし円筒状のプラテンとQWERTY配列のキーボードを備えてはいるが、後のタイプライターに存在する2つの重要な設計要素が欠けている。それは大文字と小文字の印字機能と印字した文字がすぐさま見える機能である。前者は Remington No. 2 で実装されたが、このタイプライターは基本的に下から上に、プラテンの下面にタイプバーをたたきつける構造だった。印字が行われるのは機械の内部なので、操作者は入力によってどう印字されたかを見ることができない。1890年代には Oliver や Underwood が印字がすぐ見えるタイプライターを発売したが、レミントンがそれに対応するのは1906年の Remington No. 10 でのことだった。

### QWERTY配列のキーボード
QWERTY配列は、一番上の列の左端から6個のキーの並びからそのように名付けられており、ショールズ・アンド・グリデン・タイプライターの開発過程で発明された。ショールズの最初の機種はピアノの鍵盤のようなキーボードで、2列のキーには次のようにアルファベット順に文字が並んでいた。

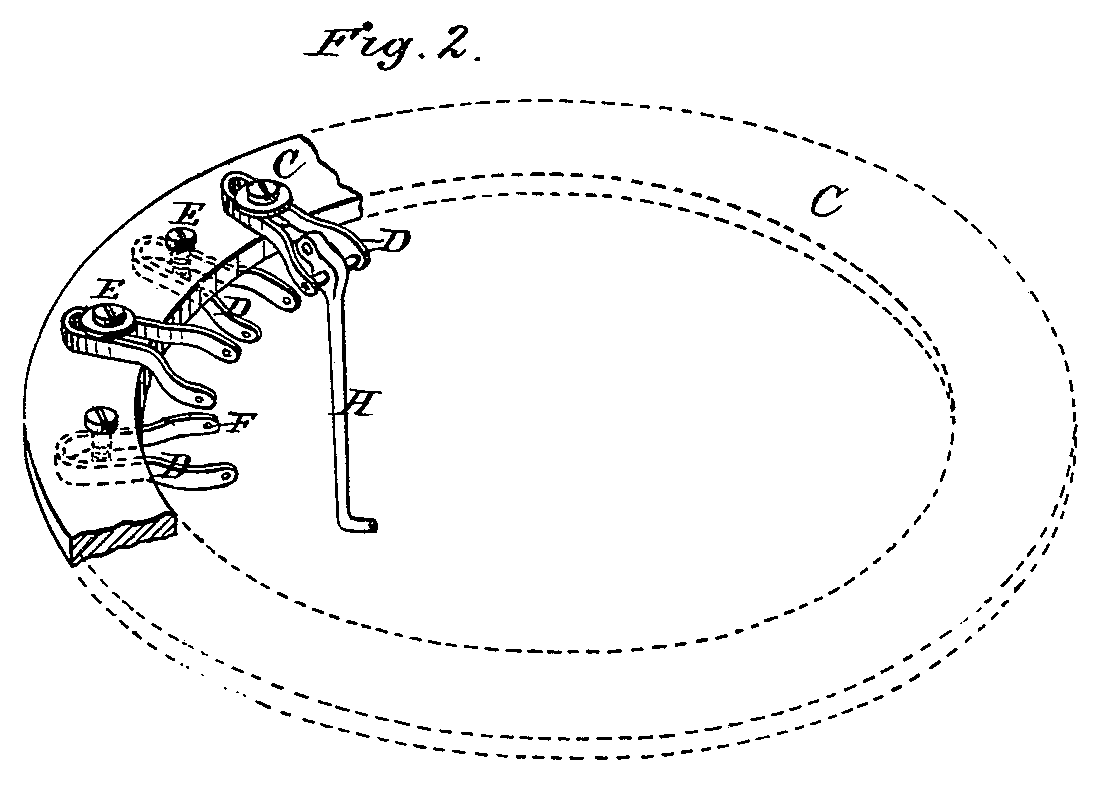
金属環の円周にそってタイプバーが据え付けられ、中心に打ち付けるような構造になっていた。

Schwalbachは後にピアノの鍵盤風のキーをボタン状のものにし、4列に並べ替えた。しかし、この機械の機構では、アルファベット順の文字配置は問題をはらんでいた。タイプバーは金属環の円周上に配置され、全体として「かご」のような形になっている。キーを押下すると、対応するタイプバーが上に向かって動き、金属環の中心に当たる位置にバー先端の活字が叩きつけられる。そして重力によってタイプバーが元の位置に戻る。しかしこの設計では、隣接するキーを素早く連続的に押下した際にタイプバー同士がからまり、機械が操作不能になるという問題がある。この問題を緩和するため、文字の使用頻度と試行錯誤によりキー配列の並べ替えが行われた。S と T など、よく続けて出現する文字のペアについては、意図的に環の反対側にタイプバーを置いた。ショールズのキーボードの配列は最終的に次のようになった。
レミントンがデンズモアから買い取った後、"R" とピリオドを入れ替えるなどの若干の配列変更を行い、基本的に現代と同じQWERTY配列が完成した。

## 受容と影響

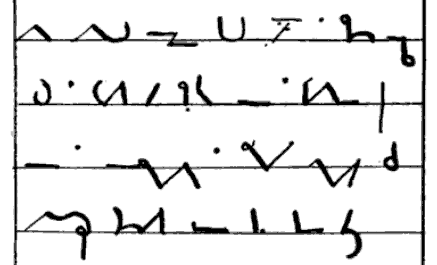
速記は素早く書くことが可能だが、特別な訓練を必要とした。タイプライターは速度と読みやすさというニーズに同時に応えた。

ショールズ・アンド・グリデンは商業的に成功した世界初のタイプライターである。19世紀末の工業化と企業の成長により、タイプライターがうまく適合するビジネス環境が生まれた。電信や電話などの新しい通信技術により、ビジネスの地理的拡大と速度向上が容易になった。結果として様々な面で量的増大が起き、読みやすい文書を素早く生産する手段が必要となった。タイプライターが普及する以前、事務員や筆耕は速記や筆記体で比較的素早く文章を書くことができた。しかしそれらの手書きの技法は特別な訓練を必要とするか、徹底的な集中を必要としていた。読みやすさが重要視される場合は組版による印刷を使用したが、これは時間と金のかかる方法である。タイプライターは素早さと読みやすさの両方を同時に満たしたために成功したのである。
一般大衆は当初タイプライターについて懐疑的で、その反応には無関心と抵抗感が含まれていた。大企業以外では、手紙を素早く書く必要はほとんどなかった。またタイプライターは操作者がいなければ機能せず、自動化を提供するものではない。顧客との対面のやり取りが重要なビジネスでは、見慣れない機械は疑惑の目で見られ（当時、機械装置を使っているのは悪徳商人という先入観が存在した）、顧客と従業員の間にそのような大きな物体が存在すると「個人的感触を中断された」ように感じられた。タイプライターで書かれた手紙を受け取った人は侮辱されたと感じるか（手書きの文章を読めないと思われているということを暗示していたため）、非人間的だと感じ、大文字しか使えないことで問題がさらに悪化した。また個人的な手紙がタイプライターで打たれていると、第三者としてタイピストが介在していると考えられたため、プライバシーへの懸念が生じた。

### 女性とタイプライター

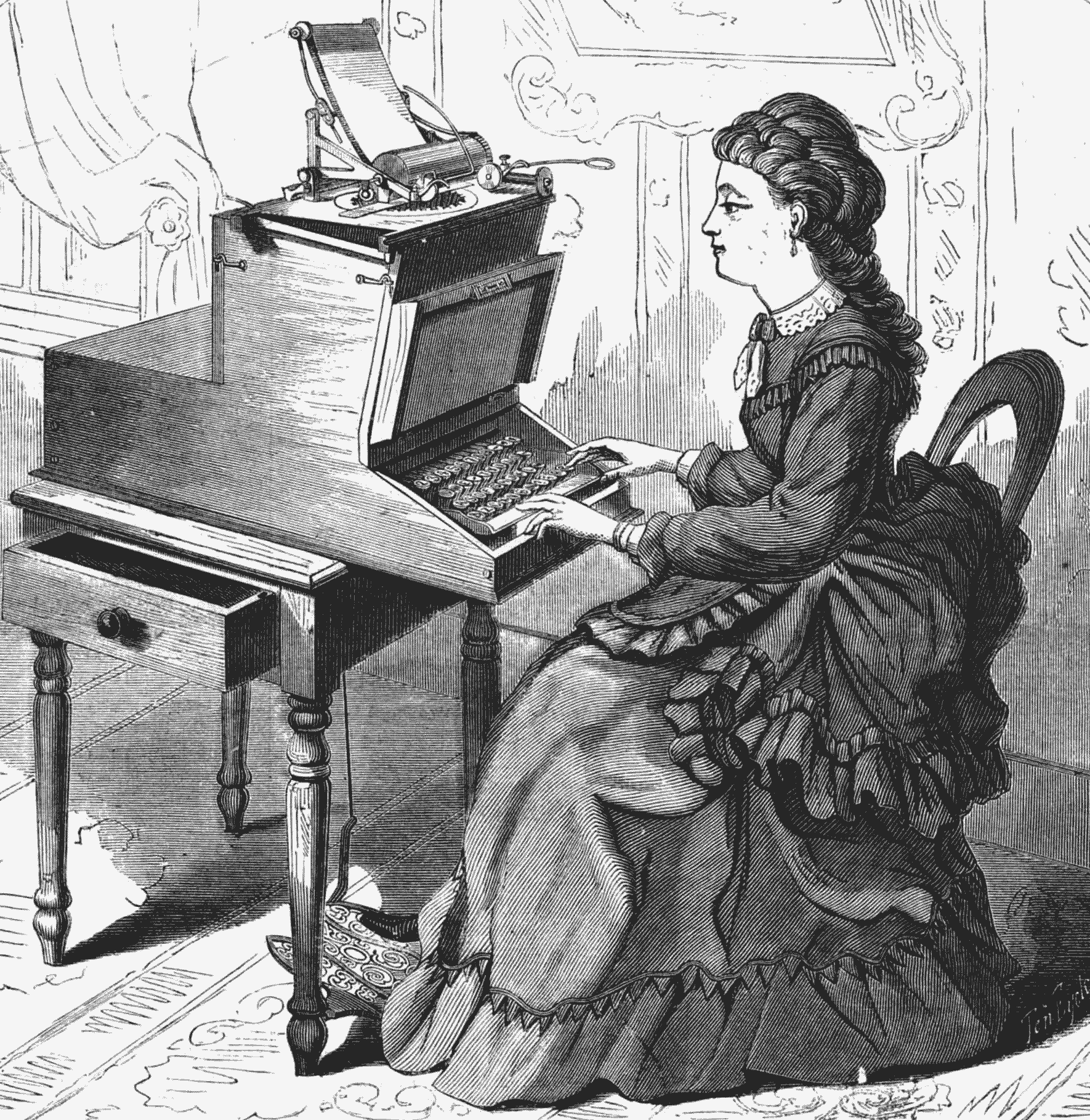
ショールズ・アンド・グリデン・タイプライターを女性タイピストが使っている様子（1872年、サイエンティフィック・アメリカン誌の記事）

タイプライターと女性の関係は、そのマーケティング手法と結びついている可能性がある。レミントンがこのタイプライターを取得する以前、ショールズの娘が機械の実演を行い、広告にも使われた。その後レミントンも展示会やホテルのロビーで実演する際に魅力的な女性を使用するマーケティング戦略を採用した。女性操作者の描写によって「女性でも十分容易に扱える」機械であることを示し、家庭内でも使えることを示した。レミントンはミシン部門の設備で生産効率を維持するために外観をミシンのようにしたが、その花模様などの装飾は家庭内での受容を容易にすることも意図していた。
タイプライター開発が招いた「重大な結果」の1つとして、女性が事務職に進出する道を拓いた点が挙げられる。1880年代には女性が工場や一部のサービス業で雇われ始めていたが、タイプライターが登場したことでオフィスに女性が流入することになった。キリスト教女子青年会 (YWCA) は1881年に最初のタイピング学校を創設したが、それ以前にメーカーが女性たちを訓練し、そのタイピングサービスを機械と共に顧客に提供するということが行われていた。通信文書や事務処理の増大はタイプライターの効率化の要求にもつながったが、同時に事務員の需要増にもつながった。そして、女性の賃金は男性の半分弱であり、事務員増員の際に女性の方が経済的に魅力的だった。女性の側から言えば、工場よりもタイピストや速記の方が10倍も高い賃金だったため、多くの女性が事務職を目指した。1874年時点で、アメリカの事務職の4%が女性だった。1900年にはその数が約75%増加している。亡くなる前、ショールズはタイプライターについて「私はとても熱心に働く必要があった女性たちのために何かできたと思う。これは彼女たちがもっと容易に賃金を得ることを可能にしただろう」と述べている。

## 関連文献
- Batt, James R. (1974). “Mathias Schwalbach: Milwaukee's master mechanic, inventor, and tower clock maker”. Wisconsin Academy review 20 (4):  20–24.
- Thompson, Holland (1921). The Age of Invention: A Chronicle of Mechanical Conquest. New Haven: Yale University Press.
- Weller, Charles Edward (1918). The Early History of the Typewriter. New York: Henry Holt and Company.
- “The Type Writer”. Scientific American 6 (27):  79. (August 1872).